# Samtgemeinde Niedernwöhren
De Samtgemeinde Niedernwöhren is een Samtgemeinde in de Duitse deelstaat Nedersaksen. Het is een per 1 maart 1974 ontstaan samenwerkingsverband van zes kleinere gemeenten in de Landkreis Schaumburg. Het bestuur is gevestigd in Niedernwöhren.

## Deelnemende gemeenten
1. Lauenhagen, inclusief Hülshagen (1.332)
2. Meerbeck, incl. Volksdorf, ten westen van Meerbeck, en Kuckshagen (1.911)
3. Niedernwöhren (2.013)
4. Nordsehl (694)
5. Pollhagen (1.067)
6. Wiedensahl (929)

Tussen haakjes het aantal inwoners. 
Totaal der Samtgemeinde: 7.946 inwoners. Peildatum: 30 juni 2021. Bron: Website Samtgemeinde Niedernwöhren: www.sgndw.de/mitgliedsgemeinden.

## Ligging en infrastructuur

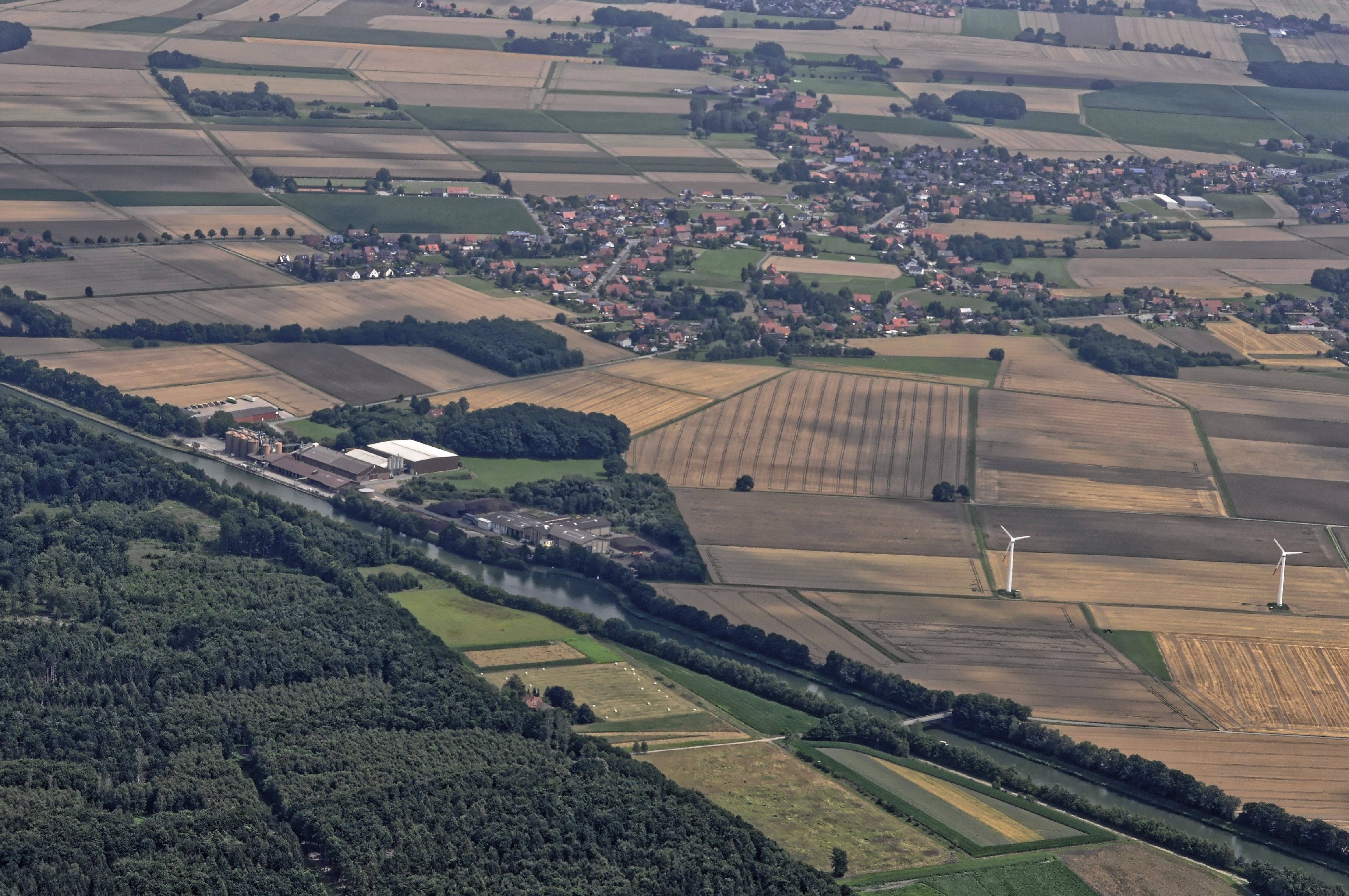
Gezicht over het Mittellandkanaal op Niedernwöhren. Op de voorgrond de compostfabriek.
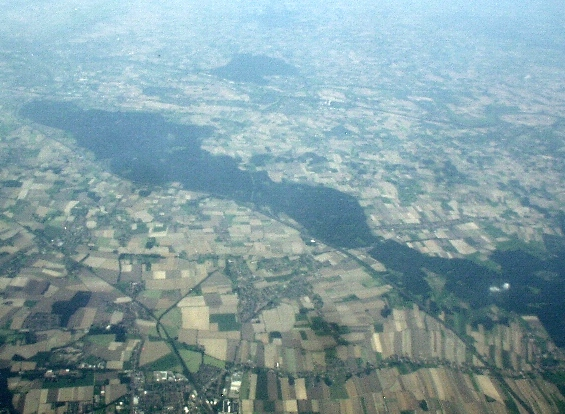
Luchtfoto van het Schaumburger Wald. Van rechtsonder naar linksboven het Mittellandkanaal. Links op de voorgrond een deel van Stadthagen.

De Samtgemeinde Niedernwöhren ligt in het zuiden van de deelstaat, op de grens met Noordrijn-Westfalen. 
Nabijgelegen gemeenten zijn Petershagen (Noordrijn-Westfalen) in het westen, Stadthagen in het zuiden, Bückeburg in het zuidwesten, Rehburg-Loccum in het noorden en de Samtgemeinde Sachsenhagen in het oosten.
Door de Samtgemeinde Niedernwöhren lopen geen belangrijke hoofdverkeerswegen. De Bundesstraße 65 (van west naar oost door Bückeburg, Stadthagen en Bad Nenndorf) loopt ten zuiden van de gemeente langs. Bij Bad Nenndorf, op bijna 20 km ten zuidoosten van Niedernwöhren, is de dichtstbijzijnde aansluiting op een autosnelweg (afrit 38 van de Autobahn A 2).
De gemeente is niet per trein bereikbaar; het dichtstbij gelegen station staat in Stadthagen. Lauenhagen is per streekbus bereikbaar vanuit Stadthagen; deze bus rijdt echter slechts een of twee keer per dag. Wiedensohlen, Niedernwöhren en Meerbeck liggen aan de route van de streekbus Stadthagen-Loccum v.v., die op werkdagen 5 x per dag en in de weekends 1 x per dag rijdt. Nordsehl en Pollhagen liggen aan de route van de streekbus Stadthagen-Bergkirchen v.v., die op werkdagen 5 x per dag en op zaterdag 2 x per dag rijdt. Daarnaast rijdt er in de gemeente nog een buurtbusdienst.
Door de gemeente loopt de belangrijke scheepvaartroute Mittellandkanaal. Aan dit kanaal liggen in de Samtgemeinde Niedernwöhren twee kleine binnenhavens voor de binnenscheepvaart, de ene ten noorden van Niedernwöhren-dorp, met overslagfaciliteit voor stortgoed zoals granen en zand, de andere, 4½ km verder oostelijk, met veel beperktere faciliteiten bij Pollhagen. De 27 km lange Gehle, een zijriviertje van de Wezer, stroomt deels door de gemeente, maar is geen vaarwater.
De gemeente heeft een centrale locatie voor verhuur van fietsen, bij het geboortehuis van Wilhelm Busch in Wiedensahl.

## Economie
Het toerisme, en in mindere mate de landbouw, zijn de voornaamste bronnen van inkomsten in deze ietwat afgelegen plattelandsgemeente.
Aan het Mittellandkanaal, bij de haventjes, is enige industriële en logistieke bedrijvigheid, o.a. een compostfabriek bij Niedernwöhren-dorp. Aan de Gehle, ten noorden van Volksdorf, staat de rioolwaterzuiveringsinstallatie van de Samtgemeinde.

## Geschiedenis
In de gemeente zijn o.a. Nordsehl, Hülshagen, Pollshagen en Lauenhagen van origine typische Hagenhufendörfer, langgerekte lintdorpen langs een beek. Bijna alle dorpen in de Samtgemeinde zijn in de middeleeuwen ontstaan, Meerbeck reeds in 1031. De graven van Schaumburg-Holstein hadden in 1332 een kasteel nabij Meerbeck, waarvan alleen een op een omgracht terrein gelegen 17e-eeuws vakwerkhuis, de Gallhof, is blijven bestaan.
Het Schaumburger Wald, een restant van een vrij ongerept, vochtig, veel groter woud met de naam  Dülwald, was oorspronkelijk een grensgebied tussen het Graafschap Schaumburg en het Vorstendom Calenberg, vanaf de 17e eeuw tussen het land Schaumburg-Lippe en het Koninkrijk Pruisen. Langs de bosrand is in de late middeleeuwen een landweer aangelegd, en in de 17e eeuw nog eens vernieuwd, waarvan nog verscheidene stukken wal en gracht als 25 km lang archeologisch monument (Schaumburger Landwehr) bewaard zijn gebleven. 
In de late 16e en de  17e eeuw vonden enkele inwoners van de gemeente een gruwelijk einde, doordat zij na een heksenproces als vermeend heks op de brandstapel ter dood gebracht werden. Omstreeks 1559 deed als gevolg van de Reformatie het evangelisch-lutherse geloof zijn intrede in het gebied. Ook de landsheren waren protestant, en de meerderheid van de christenen in de Samtgemeinde is als gevolg hiervan steeds evangelisch-luthers gebleven.
Van 1921 tot 1961, voor goederentreinen nog tot 1981, liep de Spoorlijn Leese-Stolzenau - Stadthagen. Van de lijn resteren nog enkele voet- en fietspaden op het voormalige tracé, en het woonhuis, dat nog duidelijk als het voormalige station van Wiedensahl te herkennen is.

## Bezienswaardigheden, toerisme, recreatie
- Het geboortehuis van Wilhelm Busch in Wiedensahl is een aan hem gewijd museum (niet te verwarren met het grotere, ook aan de karikatuur-, strip- en animatiekunst in het algemeen gewijde, Wilhelm-Busch-Museum te Hannover).
- De gemeente heeft twee toeristische, langs diverse horecagelegenheden lopende, fietsroutes uitgezet, waaronder een Wilhelm-Busch-Route van 25 km.
- Elders in Wiedensahl heeft een particulier een verzameling van 26.000 duimstokken aangelegd. Deze kan na afspraak bezichtigd worden.
- In Hülshagen bij Lauenhagen is een kulturhus in een fraaie, oude vakwerkboerderij ingericht. Ook elders in de gemeente staan diverse schilderachtige, oude vakwerkboerderijen.
- Tussen de noordwestkant van het Mittellandkanaal, aan de noordkant van Niedernwöhren en Pollhagen, en Wiedensahl aan de noordkant ervan, strekt zich een langgerekte strook bos, het Schaumburger Wald, uit, met mogelijkheden om te wandelen.
- Enkele dorpen in de Samtgemeinde bezitten een markant, evangelisch-luthers dorpskerkje. Zie onderstaande afbeeldingen.

## Afbeeldingen

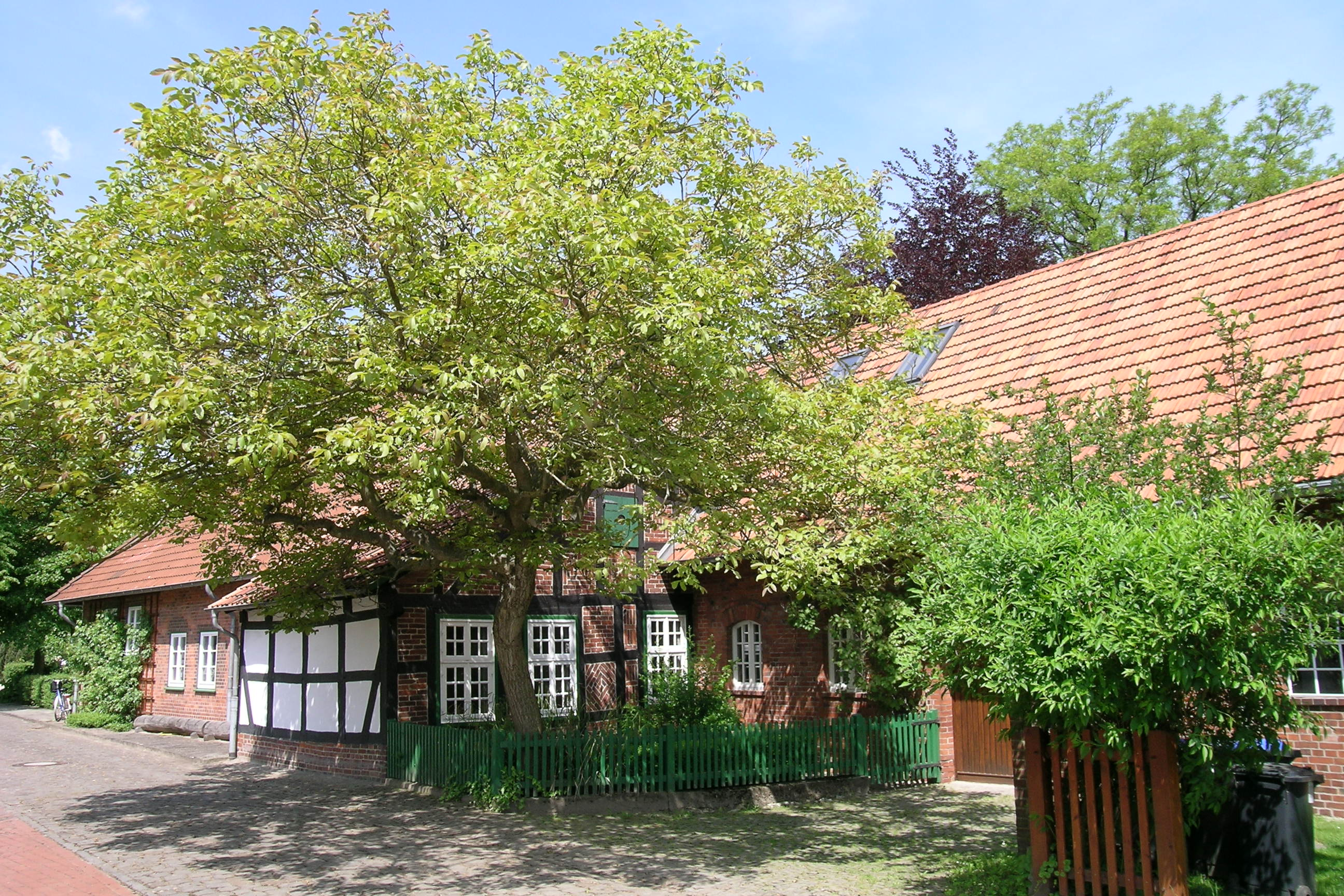
Wilhelm-Busch-Museum, in zijn geboortehuis in Wiedensahl
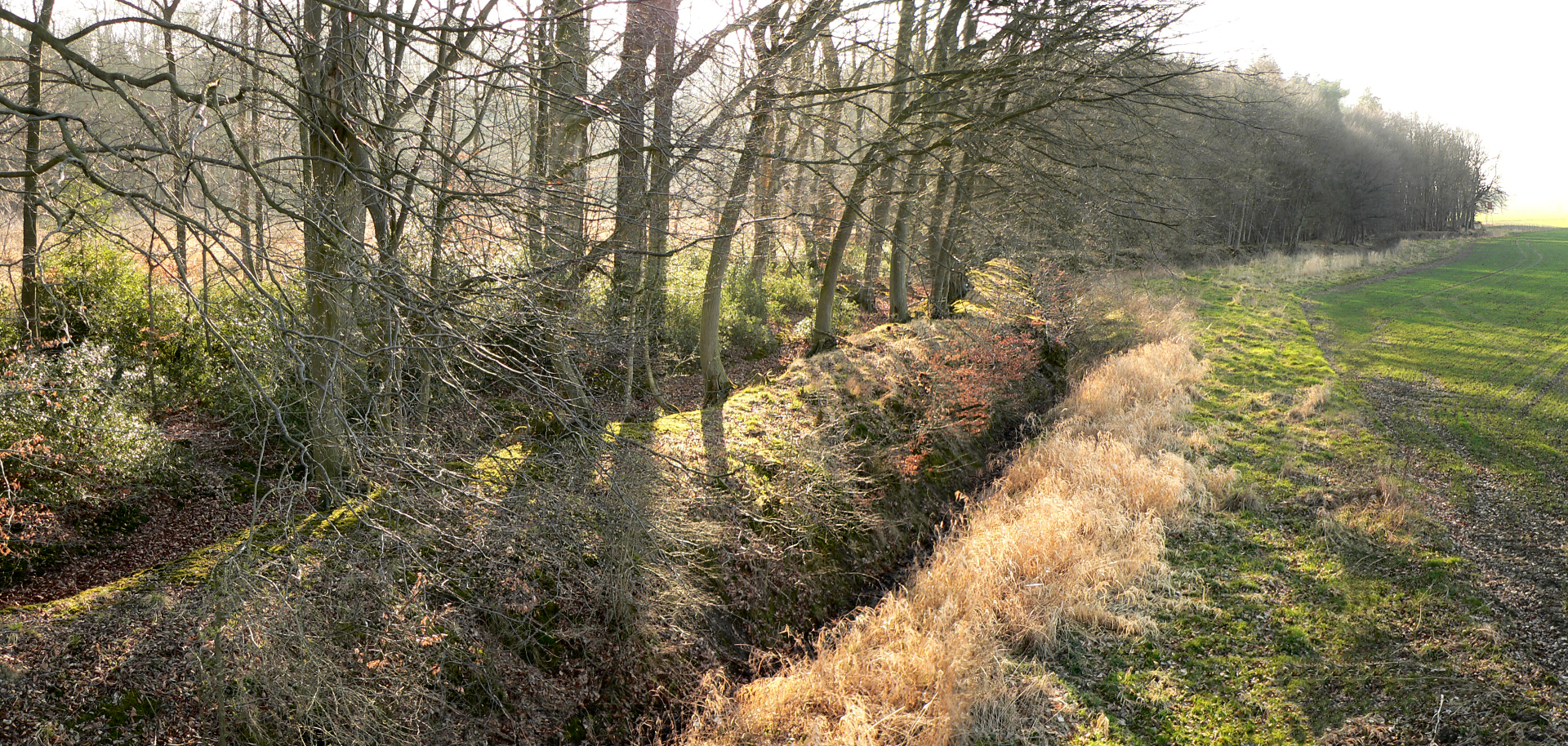
Landweer in het Schaumburger Wald bij Wiedensahl
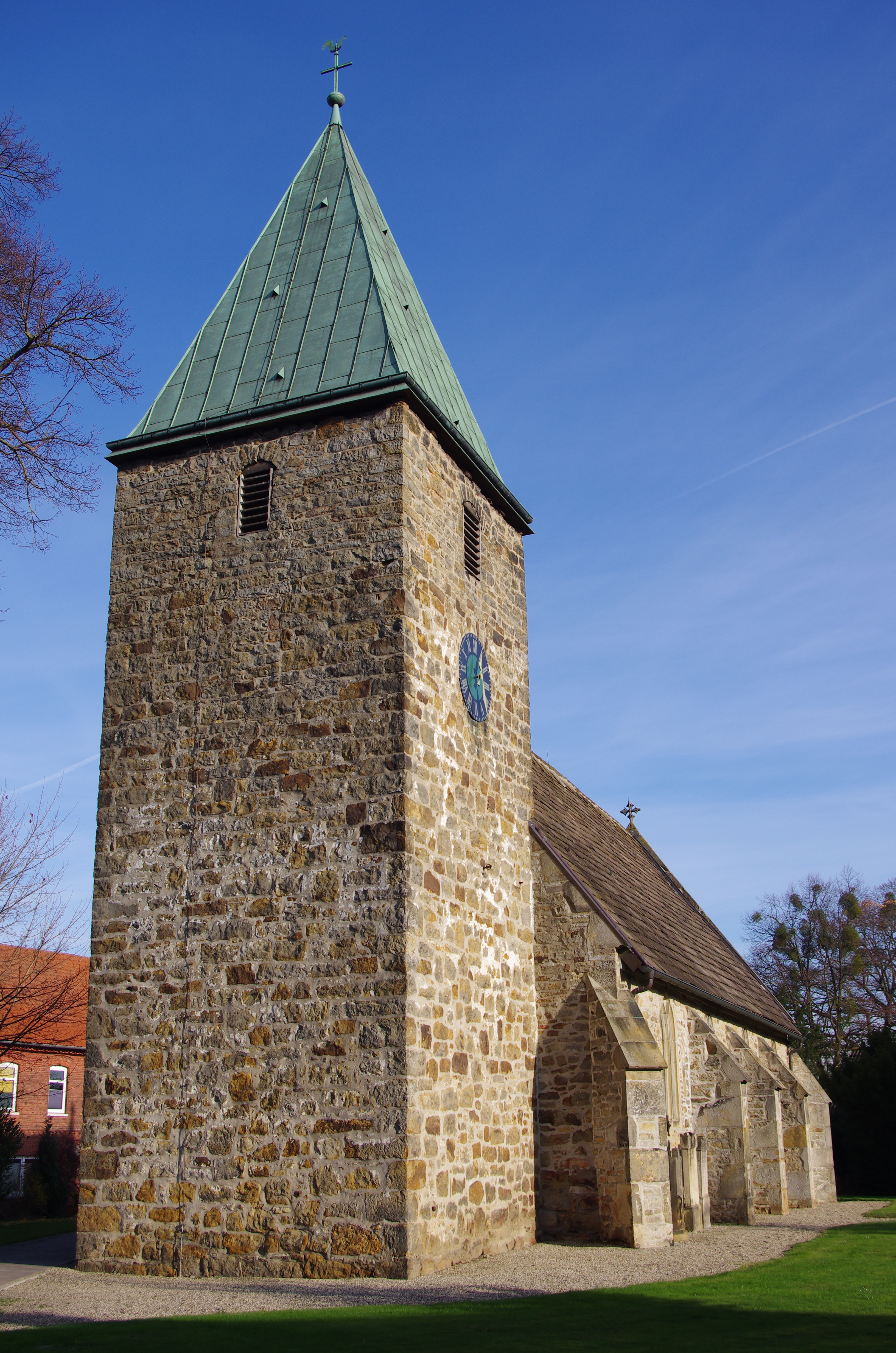
Lauenhagen, evangelisch-lutherse Maria-Magdalenakerk (1253)
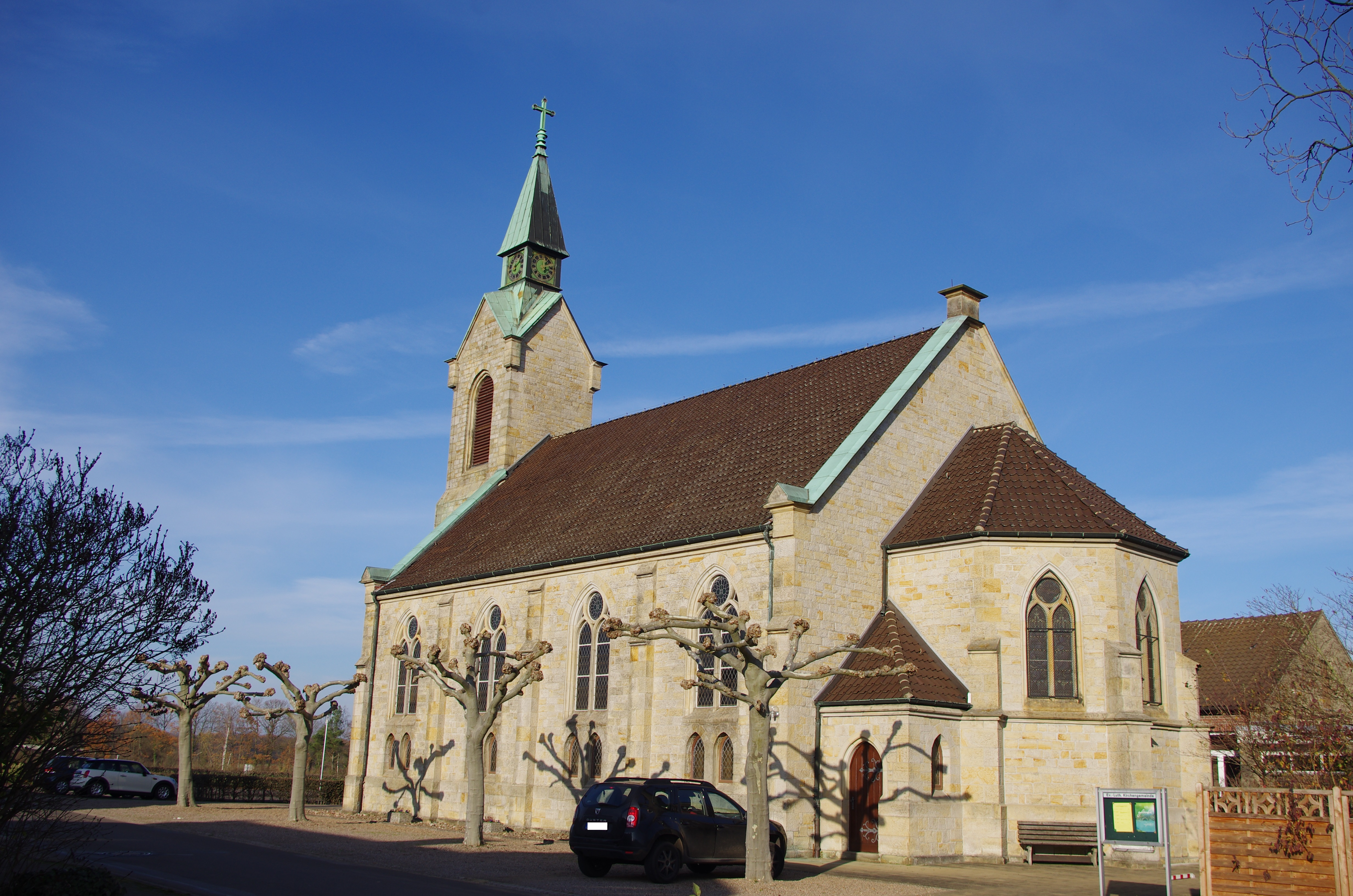
Evangelisch-lutherse kerk, Pollhagen (1898)
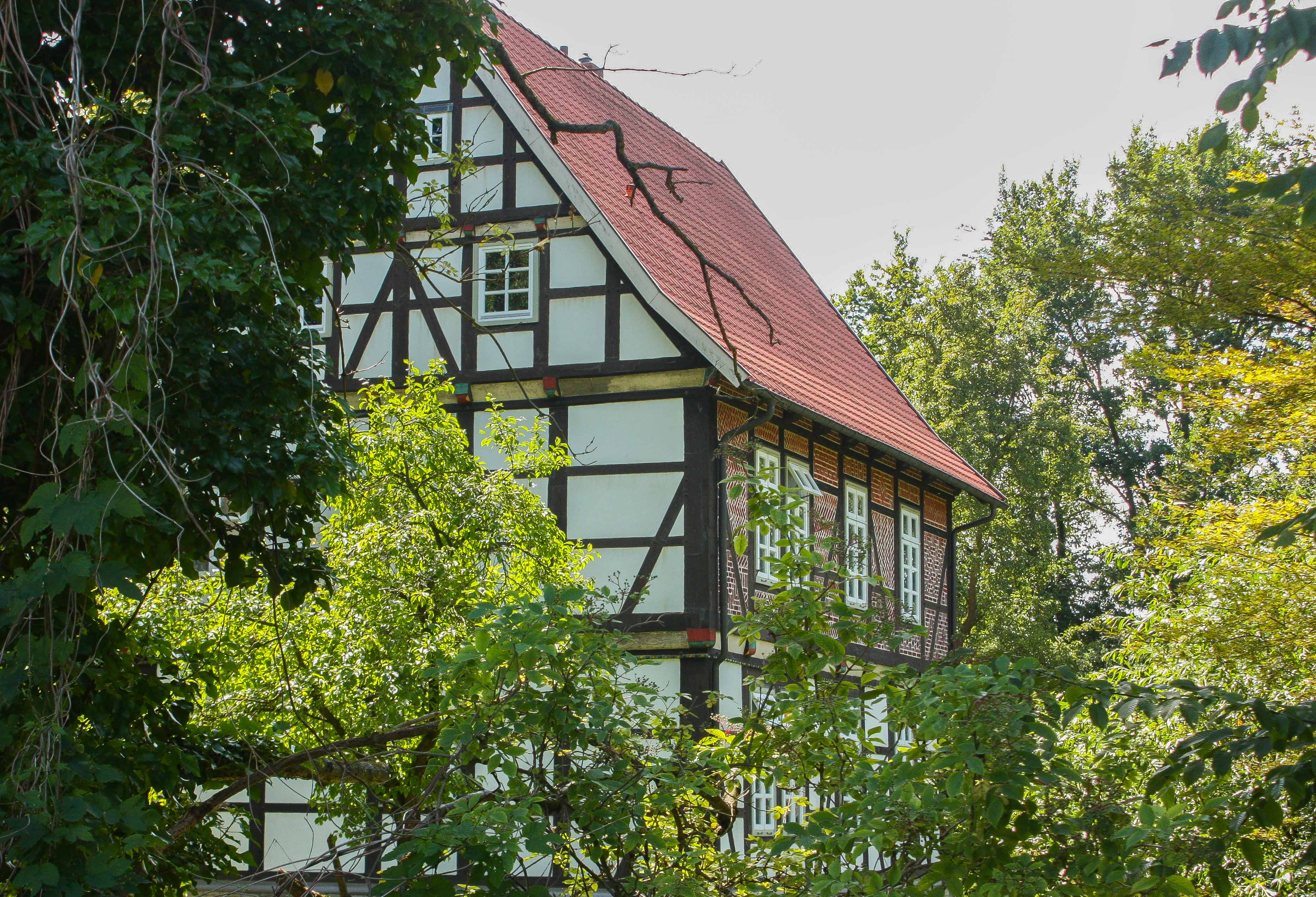
Gallhof bij Meerbeck (1670)

## Belangrijke personen in relatie tot de Samtgemeinde
- Wilhelm Busch, geboren op 15 april 1832 in Wiedensahl, tekenaar, schilder, illustrator, bekend van Max und Moritz
- Wilhelm Mensching (* 5 oktober 1887 in Lauenhagen; † 25 augustus 1964 in Stadthagen), evangelisch-luthers zendeling in Afrika, tegenstander van de superioriteit van het blanke ras en daarmee ook van het nationaalsocialisme, aanhanger van het gedachtegoed van Mahatma Gandhi. [8]

## Trivia
Het overdekte zwembad van de gemeente, waar de watertemperatuur 30 graden Celsius bedraagt, staat in Nordsehl en heeft de naam Badewonne, letterlijk: Badgenot. Dit is een woordspeling met het Duitse woord Badewanne (badkuip).